# 網野泰寛
網野 泰寛（あみの やすひろ、1977年5月29日  ）は、日本の青年実業家、華道家、パチスロライター。血液型はAB型。

## 人物および略歴
- 母はプリザーブドフラワーデザイナーの網野妙子。
- 千葉県で生まれ、千葉大学教育学部附属幼稚園を卒園後、ドイツで幼少期を過ごす。特技はピアノとサッカー。ピアノはドイツ最大のコンクールでデュッセルドルフ市優勝、ノルトライン＝ヴェストファーレン州準優勝。 サッカーはブンデスリーガプロ予備軍に所属。
- 帰国後、栄光学園中学校・高等学校に入学。同高校を卒業後、1年間の浪人を経て、立教大学法学部に入学。
- 大学時代は、イベントサークル「ARM」を立ち上げ、「総長」に就任。一方で、テレビ番組「ガチンコ!ファイトクラブ」に出演し、第1期生の中心人物となるが、1ラウンドのスパーリングだけでスタミナが切れて「水ください」と弱音を吐いたり、2期生とのスパーリングでは、わずか20秒でボディブローを決められ、マットに沈められている。後にそれらは全て台本であったと語っている。その後プロテストを受験したものの合格できなかった。後にFLASHの取材で、（使用してはいけない）コンタクトレンズをつけて受けていたことを告白した[1]。さらに後の本人のブログでガチンコ!ファイトクラブは台本のある演技・やらせであったことも暴露している。
- 緑と青のコンタクトレンズを付けていたこともある。
- 2006年5月に株式会社ONIMAを設立。取締役にファイトクラブ5期生の伊東淳を就任させた。
- 2006年12月にはグラビアアイドルの根本はるみと［BLUME］としてCDデビューを果たす。
- 趣味はパチスロとアームレスリング。パチスロはマンションを1つ買えるほど損しているらしい。
- また、アームレスリングは2003年の全国大会（AJAF　A2リーグ 右腕57kg以下級）で優勝した[2]経験を持つ実力者で右腕だけは異様に太い。元横綱の若乃花や元プロ野球選手の清原和博にも勝ったことがある。
- 俳優の徳山秀典とは友人でありメール仲間でもあると語っている。
- 現在は結婚し華道家として活動している。

## タレント活動
- 2006年9月、根本はるみと音楽ユニット「BLUME」を結成。音楽プロデューサーは野口五郎。
- 2006年12月6日、BLUMEの1stシングル「I&I」を発売。
- YouTubeにて、「ガチプロファイトクラブ」を放送中。